# Coração Que Sangra
Coração Que Sangra é uma canção gravada pela cantora cristã Fernanda Brum, registrada no álbum Cura-Me, lançado em 2008. Foi escrita por Emerson Pinheiro e Tadeu Chuff. Sua letra fala sobre dificuldades, lutas e dor, e uma pessoa pedindo ajuda a Deus.

## Lançamento
"Coração Que Sangra" foi escolhida a primeira faixa de Cura-Me para ser tocada nas rádios do Brasil.
Em 2022 a canção fez parte do álbum "Em Casa" de Fernanda Brum, lançado pela Sony Music Brasil, numa versão ao vivo.